# Eparchia tyraspolska i dubosarska
Eparchia tyraspolska i dubosarska – jedna z eparchii Mołdawskiego Kościoła Prawosławnego, z siedzibą w Tyraspolu. Obejmuje terytorium Naddniestrza. Jej ordynariuszem jest arcybiskup tyraspolski i dubosarski Sawa (Wołkow), zaś funkcje katedry pełni sobór Narodzenia Pańskiego w Tyraspolu. 

## Historia
W 1990 w eparchii kiszyniowskiej Mołdawskiego Kościoła Prawosławnego utworzony został wikariat benderski, do którego włączono prawosławne struktury w południowych rejonach Mołdawii na lewym brzegu Dniestru. Pięć lat później powstał odrębny wikariat dubosarski, obejmujący obszar Naddniestrza. Podlegało mu 27 świątyń obsługiwanych przez 35 kapłanów. W 1998 patriarcha moskiewski i całej Rusi Aleksy II podjął decyzję o utworzeniu samodzielnej eparchii tyraspolskiej i dubosarskiej. Jej pierwszym ordynariuszem został biskup Justynian, dotychczasowy pomocniczy biskup dubosarski. W pierwszych latach katedrą eparchii była cerkiew Opieki Matki Bożej w Tyraspolu, w 2000 oddany został do użytku nowy sobór Narodzenia Pańskiego w Tyraspolu, przy którym wzniesiono budynek zarządu eparchii i rezydencję biskupa. Drugą katedrą eparchii jest sobór Wszystkich Świętych w Dubosarach. 

### Biskupi tyraspolscy[1]
- Justynian (Owczinnikow), 1998–2010
- Sawa (Wołkow), od 2010

## Podział administracyjny

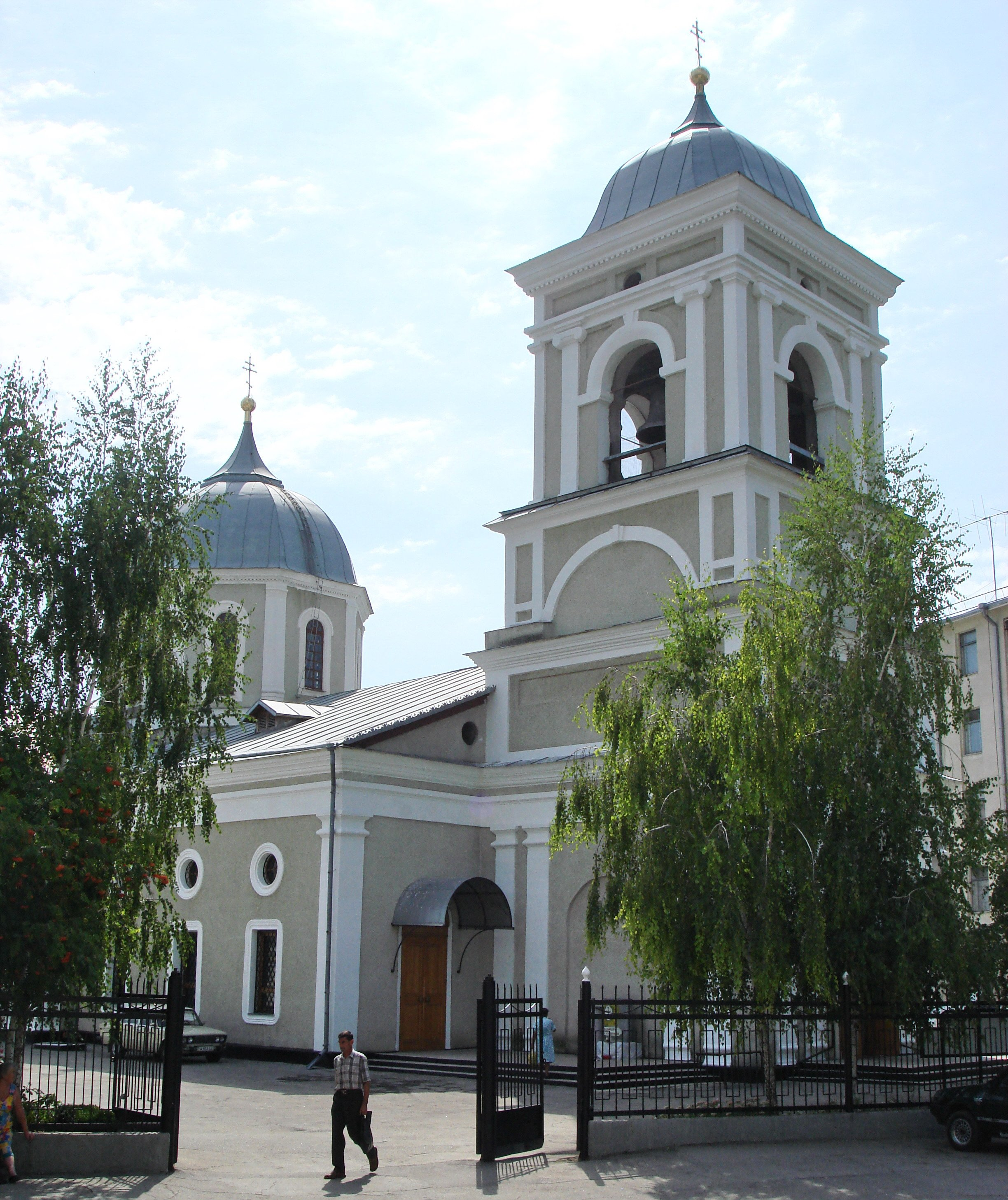
Sobór Przemienienia Pańskiego w Benderach

Eparchia dzieli się na siedem dekanatów:
- dekanat centralny
- dekanat benderski
- dekanat dubosarski
- dekanat grigoriopolski
- dekanat kamieński
- dekanat rybnicki
- dekanat slobodziejski[2].

Ponadto eparchii podlegają trzy klasztory:
- monaster św. Jana Chrzciciela w Kalagurze (męski)
- monaster Świętych Piotra i Pawła w Benderach (żeński)
- monaster Wprowadzenia Matki Bożej do Świątyni i św. Pachomiusza w Tyraspolu (żeński)[2].

Łącznie w strukturach eparchii czynne są 103 świątynie parafialne oraz 14 cerkwi domowych przy szpitalach, uczelniach i jednostkach wojskowych.
Kandydaci na kapłanów eparchialnych kształceni są w niższej szkole duchownej przy cerkwi Ikony Matki Bożej „Znak” w Benderach. Przy cerkwi Świętych Piotra i Pawła w tym samym mieście znajduje się ponadto studium psalmistów. Eparchia wydaje pisma „Prawosławnoje Pridniestrowje” i „Ribnica Prawosławnaja”, prowadzi również religijne audycje radiowe i telewizyjne.